# Giuseppe Garibaldi (frégate)
La frégate italienne Giuseppe Garibaldi était une frégate à vapeur de la Regia Marina d'Italie. Ce fut le premier navire à porter le nom du général Giuseppe Garibaldi.

## Histoire et états de service
La frégate est mise en construction au chantier naval royal de Castellammare di Stabia le 1er avril 1857 et mise à l'eau en janvier 1860. Elle entre en service dans la Marine royale du royaume des Deux-Siciles le 10 juillet 1860, sous le nom de Borbone.
En août 1860, le navire parvient à Messine pour aider d'autres navires de la marine de Garibaldi, échangeant le feu avec l'ancien navire Bourbon Veloce. Celui-ci est capturé par les forces garibaldiennes et renommé Tüköry en hommage à Lajos Tüköry, un responsable hongrois tué le 6 juillet 1860 à Palerme, lors de sa participation à l'Expédition des Mille.
Le 7 septembre 1860, Garibaldi décréte que tous les navires et arsenaux de l'ancienne flotte Bourbonne soient intégrés à la flotte du roi d'Italie. Deux jours après l'entrée du Borbone, renommé Giuseppe Garibaldi, dans la flotte Sarde, il participe au siège de Gaète, la dernière place forte des Bourbons. Elle est incorporée à la Regia Marina lors de sa création en 1861. Elle participe au sauvetage de la population européenne de Sousse, qui se réfugie à son bord lors de l'insurrection tunisienne de 1864, puis est désaffectée en 1870. Finalement, elle réaménagée après la bataille de Lissa en raison de la rareté des navires de la marine, son armement est amélioré, sa structure abaissée et ses voiles de gréement enlevées pour un coût de 200 000 £.
Le 16 novembre 1872, le navire quitte Naples pour un tour du monde en s'arrête à Gibraltar et à Rio de Janeiro, contournant le cap de Bonne-Espérance et visitant en 1873 l'Australie, les Îles Fidji et le Japon. Après y avoir séjourné environ deux mois, le navire se rend à San Francisco et dans plusieurs ports du Mexique, en Amérique centrale et en Amérique du Sud. Le Garibaldi contourne ensuite le cap Horn, s’arrête à Montevideo et retourne en Italie atteignant La Spezia le 22 octobre 1874.
Le Garibaldi est reclassé en corvette en 1877 et l'année suivante, ses chaudières sont remplacées. Il effectue un deuxième tour du monde entre 1879 et 1882, défendant les communautés italiennes d’Amérique latine et aidant les colonies italienne et autrichienne de Suez en bloquant le canal de Suez. Paolo Emilio Thaon di Revel est à bord pendant ce voyage.
La corvette Garibaldi est modifiée en 1883 et stationnée en mer Rouge, prenant part à la défense du Massaoua avant d'être désarmée et transformée en navire-hôpital en 1893, puis rebaptisée Saati pour libérer le nom pour un  nouveau croiseur blindé. Le navire est finalement désarmé le 16 décembre 1894 et démantelé en 1899.